# Filialkirche Lungötz

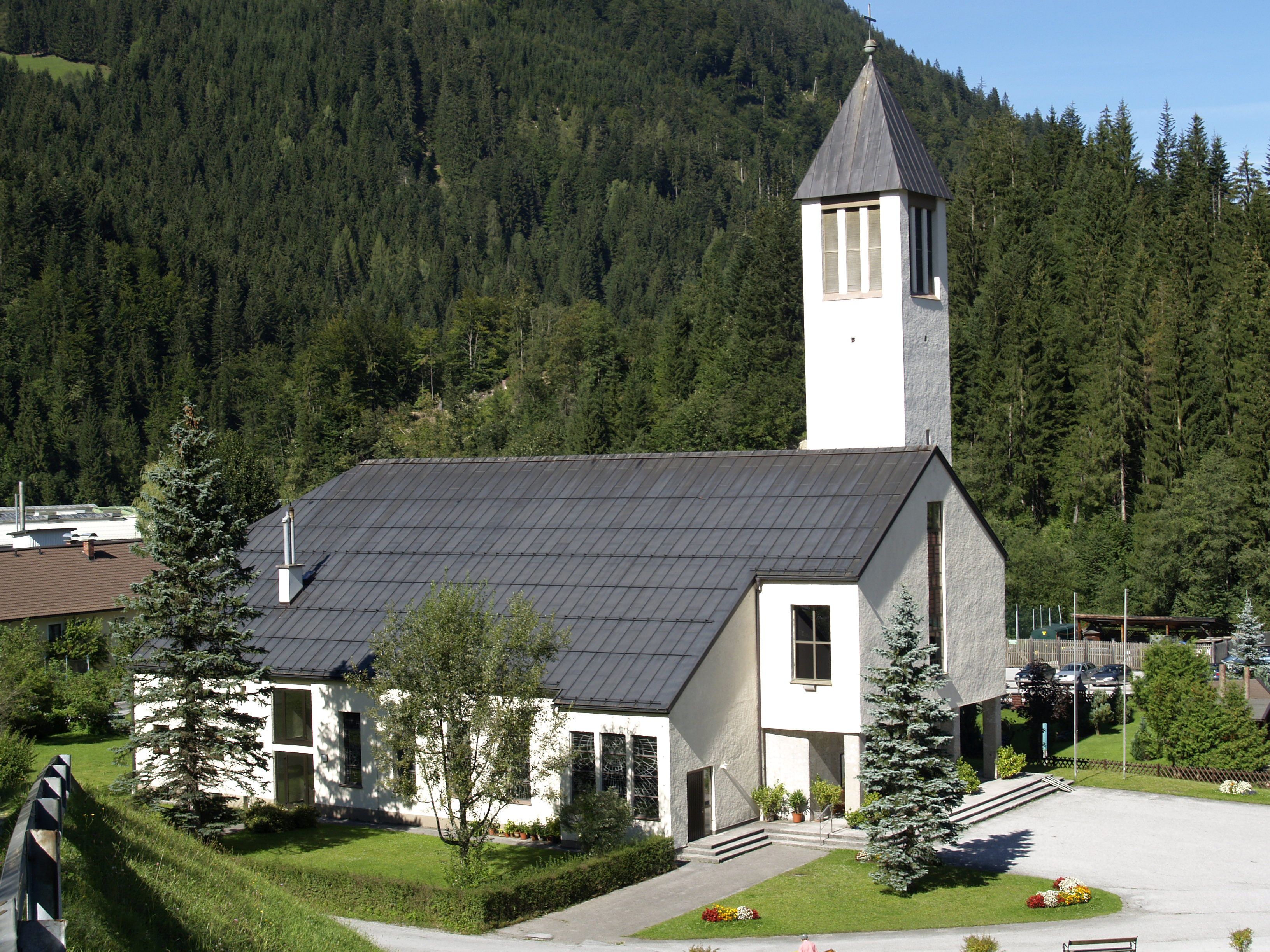
Filialkirche Lungötz

Die Filialkirche Lungötz steht in der Ortsmitte von Lungötz in der Gemeinde Annaberg-Lungötz im Bezirk Hallein im Land Salzburg. Die dem Patrozinium Vinzenz und Josef unterstellte römisch-katholische Filialkirche der Pfarrkirche Annaberg im Lammertal gehört zum Dekanat Hallein in der Erzdiözese Salzburg.

## Geschichte
Die Kirche wurde 1964 nach den Plänen des Architekten Robert Posch aus Abtenau erbaut.

## Architektur
Der blockhafte nach Norden ausgerichtete Kirchenbau unter einem Satteldach hat im Südosten einen angebauten Turm mit einem Zeltdach. Im Südwesten ist eine Taufkapelle und eine Marienkapelle angebaut. Die Wandmalerei im Chor Christus in der Mandorla und Evangelistensymbole schuf der Maler Max Spielmann. Die Glasfenster gestaltete Albert Birkle.

## Ausstattung
Die Reliefs der Heiligen Florian, Josef und Vinzenz und den Marienaltar mit Schutzmantelmadonna schuf Johann Kals (1965). Das Taufbecken mit den Reliefs Moses schlägt Wasser aus dem Felsen, Durchgang durch das Rote Meer, Taufe des Philippus und Taufe Christi schuf Josef Zenzmaier.